# Kazuki Mine
Kazuki Mine (født 18. april 1993) er en japansk professionel fodboldspiller.
Han har spillet for flere forskellige klubber i sin karriere, herunder Kyoto Sanga FC, Kataller Toyama og AC Nagano Parceiro.